# Пам'ятки Очакова
У місті Очаків на обліку перебуває 10 пам'яток архітектури та 30 пам'яток історії і 1 — монументального мистецтва.

## Пам'ятки архітектури
| №п/п | Найменування пам'ятки                             | Адреса                                     | дата спорудження               | автор         |
| ---- | ------------------------------------------------- | ------------------------------------------ | ------------------------------ | ------------- |
| 1.   | Адміністративні будинки                           | вул. Лоцманська, 10                        | Кінець XIX, початок XX ст.     | О. І. Тищенко |
| 2.   | Адміністративні будинки                           | вул. Торгова, 27                           | Кінець XIX, початок XX ст.     | О. І. Тищенко |
| 3.   | Офіцерське зібрання                               | вул. Лейтенанта Шмідта                     | Серед. XIX ст                  | О. І. Тищенко |
| 4.   | Будинок картинної галереї                         | вул. Старофортечна                         | Серед. XIX ст                  | О. І. Тищенко |
| 5.   | Житловий будинок                                  | вул. Лоцманська, 36                        | 1887                           | О. І. Тищенко |
| 6.   | Житловий будинок                                  | вул. Торгова, 23 («Зубр» та банк «Надра»); | Серед. XIX ст                  | О. І. Тищенко |
| 7.   | Житловий будинок                                  | вул. Миру, 31                              | Серед. XIX ст                  | О. І. Тищенко |
| 8.   | Маяк                                              | вул. Торгова, 31                           | XIX ст                         | О. І. Тищенко |
| 9.   | Особняк                                           | вул. Суворова, 34                          | початок XIX ст — кінець XIX ст | О. І. Тищенко |
| 10.  | Будинки Воєнно-морського училища (казарма і штаб) | Вул Чижикова                               | початок ХХ ст.                 | О. І. Тищенко |
|      |                                                   |                                            |                                |               |

## Пам'ятки історії
| № з/п |                                                           | Найменування пам'ятки | Адреса                            | Дата встановлення | Автор                                                      |
| ----- | --------------------------------------------------------- | --- | --------------------------------- | ----------------- | ---------------------------------------------------------- |
| 1.    | 1423                                                      | Могила капітан-лейтенанта Шамборського Л. Ф., загиблого при обороні міста 25 червня 1941 року.                                  | Кладовище                         | 1945              |                                                            |
| 2.    | 571а                                                      | Могила Костенка М. М., учасника повстання на броненосці «Потемкин» у 1905 році.                                                 | вул. Восьмого Березня (кладовище) | 1955              |                                                            |

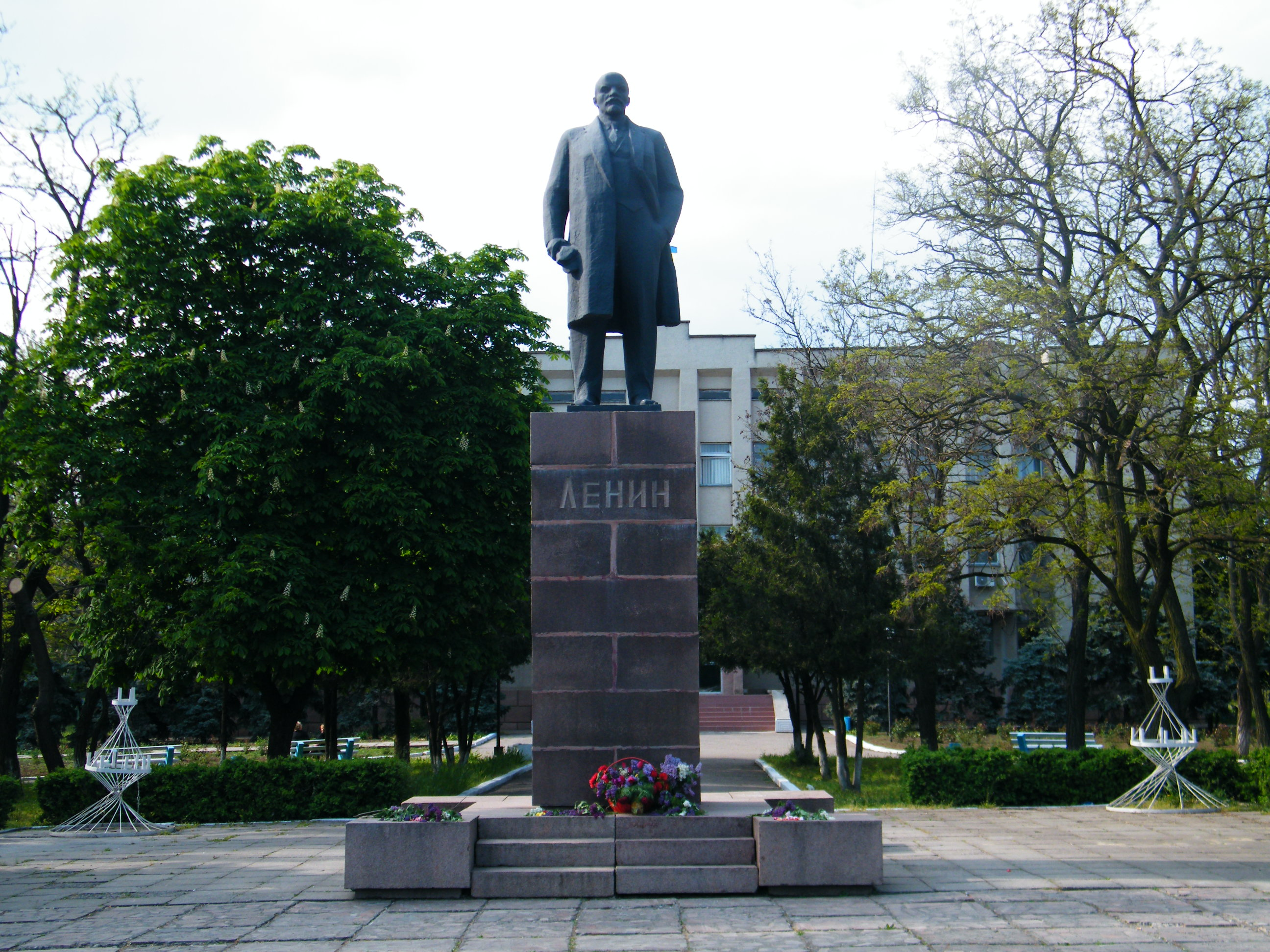
Колишній пам'ятник Леніну

| 3.    | 570                                                       | Будинок, в якому жив художник-марініст Руфін .Гаврилович. Судковський (1830–1885).                                              | вул. Спаська, 4                   | 1950              |                                                            |
| 4.    | 575                                                       | Могила коменданта м. Очакова генерал-лейтенанта Щетиніна О. В. (1836–1898).                                                     | вул. Нікольська, 2                | 1898              |                                                            |
| 5.    | 592                                                       | * Пам'ятник на могилі видатного художника-мариніста Судковського Р. Г. (1850–1885 рр.).                                         | вул. Нікольська, 2                | 1855              | Виготовлено у Петербурзі Самокіш-Судковською               |
| 6.    | 1400001                                                   | Пам'ятник О. В. Суворову | вул. Нікольська, 2                | 1907              | Скульптор Б. В. Едуардс                                    |
| 7.    | 563                                                       | Могила двох радянських зенітниць Рєзнікової Б. М. і Віневської Н. М., що загинули в бою у 1944 р.                               | Кладовище                         | 1946              |                                                            |
| 8.    | 566                                                       | Могила партизан Швеця А. Л. та Гапонова Г. І., які були розстріляні за співпрацю з підпільно-партизанським рухом у 1941 році.   | Кладовище                         | 1950              |                                                            |
| 9.    | 567                                                       | Братська могила мирних жителів, розстріляних фашистськими окупантами.                                                           | Кладовище                         | 1949              |                                                            |
| 10.   | 569                                                       | Братська могила моряків-десантників, що загинули у березні 1944 р. при звільненні міста.                                        | Кладовище                         | 1948              |                                                            |
| 11.   | 571                                                       | Братська могила партизан, які загинули в громадянську війну.                                                                    | Кладовище                         | 1956              |                                                            |
| 12.   | 576                                                       | Братська могила мирних жителів та радянських воїнів, які загинули під час нальоту фашистської авіації у 1941 році.              | Кладовище                         | 1953              |                                                            |
| 13.   | 1180                                                      | Могила моряків Давидова І. В. і Носкова В. В., які загинули при траленні фарватеру у Дніпровсько-Бузькому лимані у 1946 році.   | Кладовище                         | 1946              |                                                            |
| 14.   | 1425                                                      | Могила главстаршини Військово-морського флоту БурянськогоВ. Ф.                                                                  | Кладовище                         | 1944              |                                                            |
| 15.   | 1426                                                      | Братська могила радянських воїнів (3 чоловіки).                                                                                 | Кладовище                         | 1945              |                                                            |
| 16.   | 1419                                                      | * Пам'ятник бригадиру Горичу І. П. який першим ступив на бастіон при штурмі фортеці Очаків у 1788 р.                            | вул. Лоцманська                   | 1903 рек. 1978    | ск. Б. В. Едуардс, рек. ск. Ю.Макушин, арх. А. С. Руденко. |
| 17.   | 65                                                        | * Пам'ятник видатному флотоводцю, засновнику наступальної морської тактики та нових форм морського бою Ушакову Ф. Ф.            | вул. Лоцманська, 11               | 1983              | ск. Ю.Макушин, арх. О.Попова                               |
| 18.   | 66                                                        | * Пам'ятник видатному російському полководцю, учаснику Суворівських походів, герою Вітчизняної війни 1912 року Багратіону П. І. | вул. Лоцманська, 11               | 1983              | ск. Ю.Макушин, арх. О.Попова                               |
| 19.   | 1468                                                      | * Пам'ятник геніальному полководцю, одному із засновників передового військового мистецтва генерал-фельдмаршалу Кутузову М. І.  | вул. Лоцманська, 11               | 1983              | ск. Ю. Макушин, арх. О. Попова                             |
| 20.   | 1506                                                      | * Пам'ятник видатному російському полководцю, герою Вітчизняної війни 1812 р. генералу-фельдмаршалу Барклаю де Толлі.           | вул. Лоцманська, 11               | 1983              | ск. Ю.Макушин, арх. О.Попова                               |
| 21.   | 1507                                                      | * Пам'ятник видатному генералу російської армії, отаману Донського козацтва Платову М. І.                                       | вул. Лоцманська, 11               | 1983              | ск. Ю.Макушин, арх. О.Попова                               |
| 22.   | 1508                                                      | * Пам'ятник кошовому отаману Чорноморського козацького війська, капітану російської армії Головатому А. А.                      | вул. Лоцманська, 11               | 1983              | ск. Ю.Макушин, арх. О.Попова                               |
| 23.   | 1181                                                      | Братська могила моряків крейсера «Слава» (22 чоловіки).                                                                         | Сквер моряків                     | 1946 рек. 1961    | Скул. І.Соколовський                                       |
| 24.   | 596                                                       | * Пам'ятник одному з лідерів Севастопольського повстання 1905 року Шмідту П. П.                                                 | вул. Соборна                      | 1964 рек. 1982    | Ск. Ю.Макушин, І.Макушина, арх. О.Попова                   |
| 25.   | 599                                                       | * Пам'ятник Герою Радянського Союзу гвардії капітану Потьомкіну Г. Ф.                                                           | вул. Соборна                      | 1968              | Ск. М.Ігнатьев, Є.Максименко, арх. В.Пластіков             |
| 26.   | 577                                                       | Братська могила суворівських солдат.                                                                                            | Територія школи-інтернату         | 1798              |                                                            |
| 29.   | 544                                                       | Будинок, якому проходив суд над лейтенантом Шмідтом П. П.                                                                       | вул. Шмідта, 14/1                 |                   |                                                            |
| 30.   | 1179                                                      | Будинок, в якому у 1919 році знаходився штаб Очаківської морської фортеці.                                                      | вул. Шмідта, 14                   | 1967              |                                                            |
| 31    | Будинок, якому проходив суд над лейтенантом Шмідтом П. П. | вул. Шмідта, 14/1 |                                   |                   |                                                            |
|       |                                                           | |                                   |                   |                                                            |

## Демонтовані
| №п/п |     | Найменування пам'ятки                                                                                     | Адреса             | встановлено-демонтовано | автор             |
| ---- | --- | --- | ------------------ | ----------------------- | ----------------- |
| 1.   | 593 | Пам'ятник В. І. Леніну                                                                                    | Площа імені Леніна | 1969-17.06.2015         | ск. Парфьонов     |
| 2.   | 598 | * Пам'ятник військовому коменданту Очаківської фортеці (1919 р), учаснику І Світової війни Чижикову М. І. | вул. Чижикова, 86  | 1967                    | Ск. Є. Д. Ламікін |
| 3.   |     | Пам'ятник 50-річчя Жовтневої революції                                                                    |                    |                         |                   |